# Chersodromus nigrum
Chersodromus nigrum — вид змій родини полозових (Colubridae). Ендемік Мексики. Описаний у 2018 році.

## Поширення і екологія
Chersodromus nigrum відомі за кількома зразками, зібраними в муніципалітетах Тлатлаукітепек і Сакапоаштла в штаті Пуебла, на висоті 1493 м над рівнем моря.